# Danger Islands, Antarktis
Danger Islands  med det spanska namnet Islotes Peligro är en ögrupp i Antarktis. Den ligger i havet utanför Västantarktis. Argentina, Chile och Storbritannien gör anspråk på området.

## Pingviner
Danger Islands är mycket svåra att nå  på grund av is i vattnet också om sommaren. En mycket stor koloni me adéliepingviner har därför länge  förblivit oupptäckt och hittades först med hjälp av satellitbilder. Enligt en uppgift från 2018 omfattar den cirka 1,5 miljoner häckande individer. Detta utgör omkring 20 procent av det totala beståndet av arten.